# Campionato Paraibano 2022
Il Campionato Paraibano 2022 è stata la 112ª edizione della massima serie del campionato paraibano. La stagione è iniziata il 3 febbraio 2022 e si è conclusa il 21 maggio successivo.

## Stagione

### Novità
Al termine della stagione 2021, è retrocesso in Segunda Divisão il Perilima. Dalla Segunda Divisão sono saliti CSP, Lagoa Seca e Auto Esporte-PB.

### Formato
Le dieci squadre si affrontano all'inizio in una prima fase, consistente in un due gironi da cinque squadre. Le prime classificate dei due gironi, accedono alle semifinali della fase finale; le seconde e terze classificate, invece, partono dai quarti di finale. Le ultime classificate retrocedono in Segunda Divisão.
La formazione vincitrice potrà partecipare alla Coppa del Brasile 2023 e alla Copa do Nordeste 2023. La seconda classificata solo alla Coppa del Brasile. Esclusi i club che sono già qualificati alle prime tre serie del campionato nazionale, le due formazioni meglio piazzate potranno partecipare alla Série D 2023.

## Risultati

### Prima fase

#### Gruppo A
|  | Pos. | Squadra               | Pt | G | V | N | P | GF | GS | DR  |
|  | ---- | --------------------- | -- | - | - | - | - | -- | -- | --- |
|  | 1.   | Botafogo-PB           | 17 | 8 | 5 | 2 | 1 | 17 | 5  | +12 |
|  | 2.   | Sousa                 | 17 | 8 | 5 | 2 | 1 | 13 | 3  | +10 |
|  | 3.   | São Paulo Crystal     | 10 | 8 | 2 | 4 | 2 | 7  | 9  | -2  |
|  | 4.   | Auto Esporte-PB       | 8  | 8 | 2 | 2 | 4 | 5  | 12 | -7  |
|  | 5.   | Atlético Cajazeirense | 2  | 8 | 0 | 2 | 6 | 2  | 15 | -13 |

Legenda:
      Ammessa alle semifinali della fase finale.
      Ammessa ai quarti di finale della fase finale.
      Retrocesse in Segunda Divisão 2023
Note:
Tre punti a vittoria, uno a pareggio, zero a sconfitta.

#### Gruppo B
|  | Pos. | Squadra     | Pt | G | V | N | P | GF | GS | DR  |
|  | ---- | ----------- | -- | - | - | - | - | -- | -- | --- |
|  | 1.   | Campinense  | 22 | 8 | 7 | 1 | 0 | 21 | 4  | +17 |
|  | 2.   | Nacional-PB | 13 | 8 | 4 | 1 | 3 | 20 | 15 | +5  |
|  | 3.   | Treze       | 12 | 8 | 3 | 3 | 2 | 17 | 8  | +9  |
|  | 4.   | CSP         | 7  | 8 | 2 | 1 | 5 | 16 | 17 | -1  |
|  | 5.   | Lagoa Seca  | 3  | 8 | 1 | 0 | 7 | 3  | 33 | -30 |

Legenda:
      Ammessa alle semifinali della fase finale.
      Ammessa ai quarti di finale della fase finale.
      Retrocesse in Segunda Divisão 2023
Note:
Tre punti a vittoria, uno a pareggio, zero a sconfitta.

### Fase finale
|  | Quarti di finale | Quarti di finale  | Quarti di finale |  |  | Semifinali | Semifinali  | Semifinali | Semifinali | Semifinali |   |   | Finale | Finale      | Finale | Finale | Finale |  |
|  |                  |                   |                  |  |  |            |             |            |            |            |   |   |        |             |        |        |        |  |
|  | 2B               | Nacional-PB       | 4                |  |  |            |             |            |            |            |   |   |        |             |        |        |        |  |
|  | 3A               | São Paulo Crystal | 0                |  |  | 2B         | Nacional-PB | 3          | 0          | 3          |   |   |        |             |        |        |        |  |
|  |                  |                   |                  |  |  | 1A         | Botafogo-PB | 1          | 3          | 4          |   |   |        |             |        |        |        |  |
|  |                  |                   |                  |  |  |            |             |            |            |            |   |   | 1A     | Botafogo-PB | 1      | 0      | 1      |  |
|  | 2A               | Sousa (dts)       | 1                |  |  |            |             | 1B         | Campinense | 2          | 1 | 3 |        |             |        |        |        |  |
|  | 3B               | Treze             | 0                |  |  | 2A         | Sousa       | 0          | 1          | 1          |   |   |        |             |        |        |        |  |
|  |                  |                   |                  |  |  | 1B         | Campinense  | 1          | 1          | 2          |   |   |        |             |        |        |        |  |